# Chiusa di Asola
La Chiusa di Asola è un'opera di sbarramento del corso del Chiese regolata da una serie di paratoie, con lo scopo di ricavare acqua dal fiume per l'irrigazione dei campi. Si trova presso la località Camporegio nella campagna a sud di Asola.

## Storia
Nel 1531 il marchese di Mantova Federico Gonzaga concede lo scavo di una seriola che prende l’acqua dal fiume Chiese per meglio irrigare i campi nei periodi di secca, mentre nel 1532 gli abitanti di Acquanegra creano un “serraglio” sul letto del fiume per ricavare acqua anche nel periodo estivo, potenziato poi nel 1537 con una chiusa, nonostante le proteste del conte Arrivabene di Canneto, proprietario dei terreni di Corte Medulfe che spesso erano allagati. 
Per i danni che la chiusa procurava nei terreni coltivati i ''serragli'' di legno sul Chiese nel 1549 vengono potenziati con uno sbarramento più sostenuto. 
Nel 1793 si compiono i primi innalzamenti degli argini nella zona d’imboccatura della seriola nel Chiese e attorno alla chiusa per proteggere il bosco e le proprietà adiacenti. 
Nel 1876 l'ingegnere civile Aristide Ferrari di Acquanegra sul Chiese stende un carteggio con disegni relativi alla costruzione di uno stabile in muratura sul fiume, nel punto dove si dovrebbero edificare nuove chiuse con sopra una casa del custode e il 12 Agosto 1890 vengono terminati i lavori. 
Solo nel 1975, temendo nuovi danni, la comunità di Acquanegra, proprietaria della diga e della chiusa, per meglio salvaguardare le terre basse, crea un nuovo sbarramento in cemento armato sul fiume.
Oggi la struttura della chiusa ospita un ristorante, mentre presso la diga è stato realizzato un impianto idroelettrico per ricavare energia.

## Galleria d'immagini

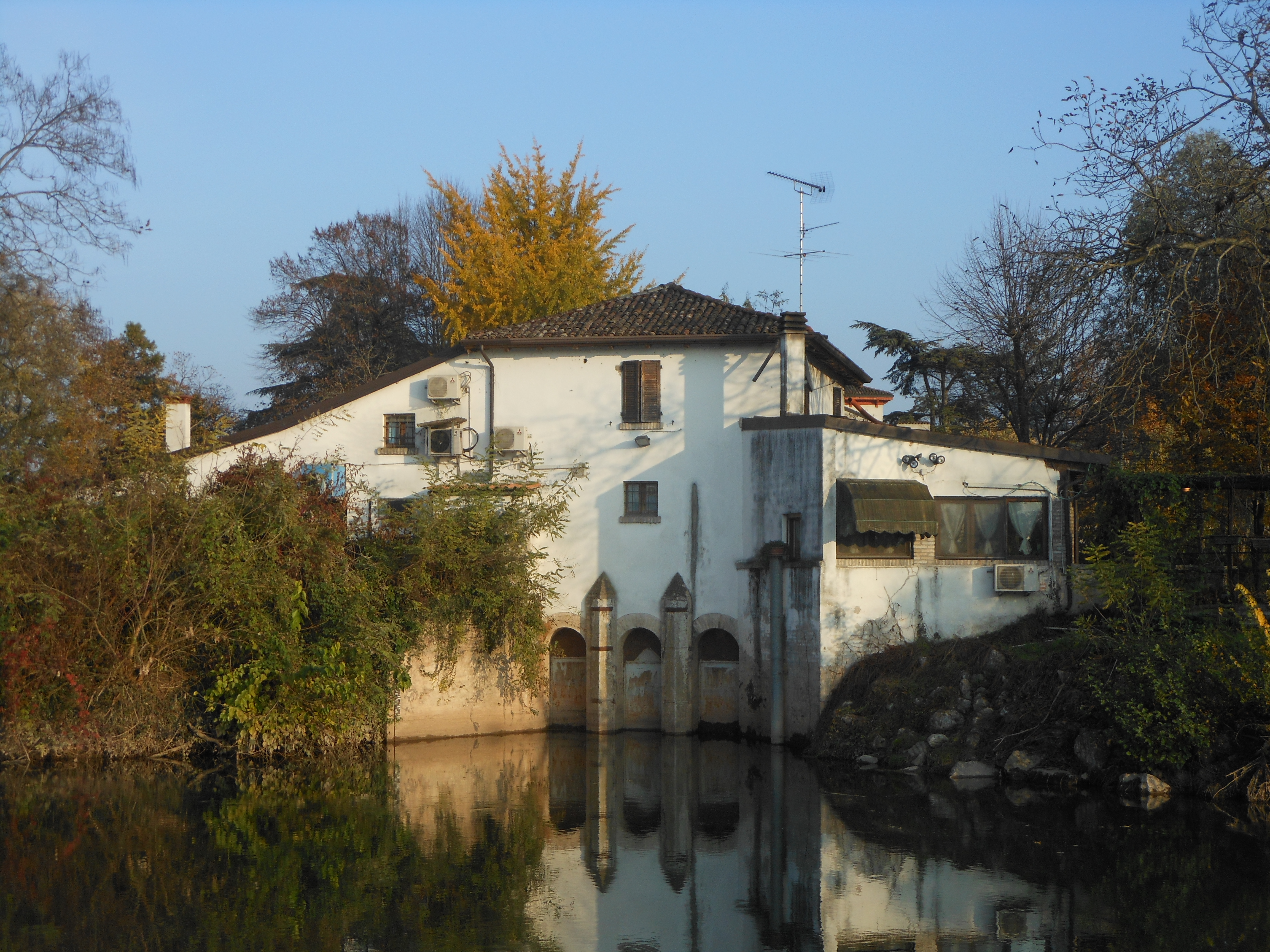
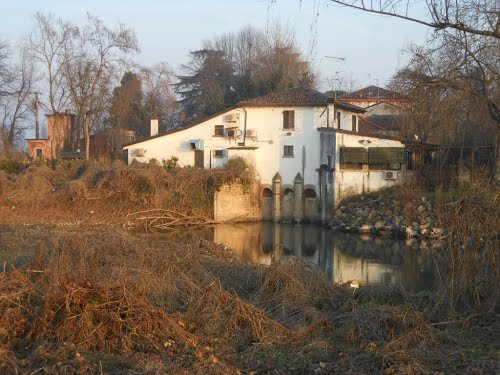
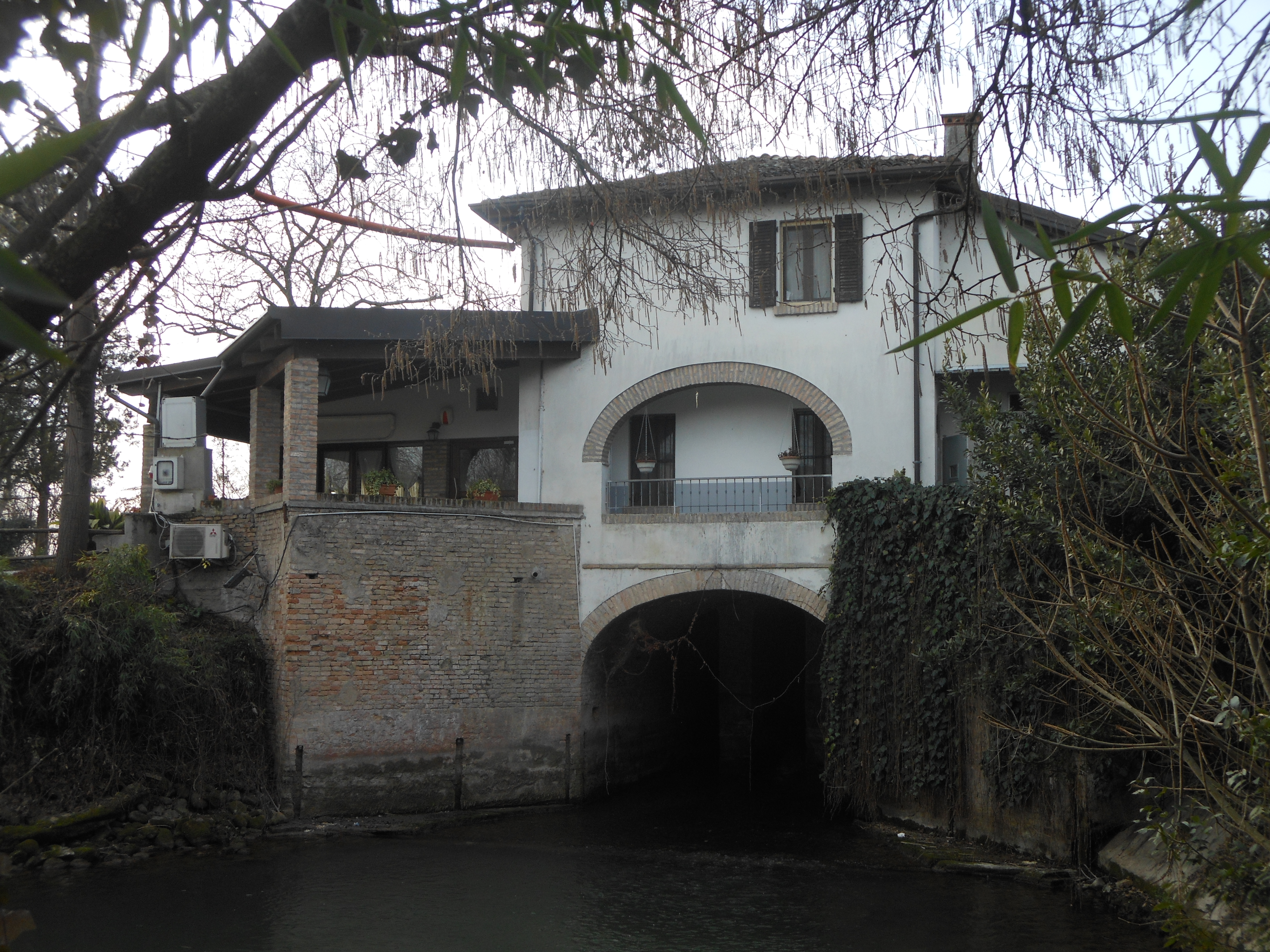
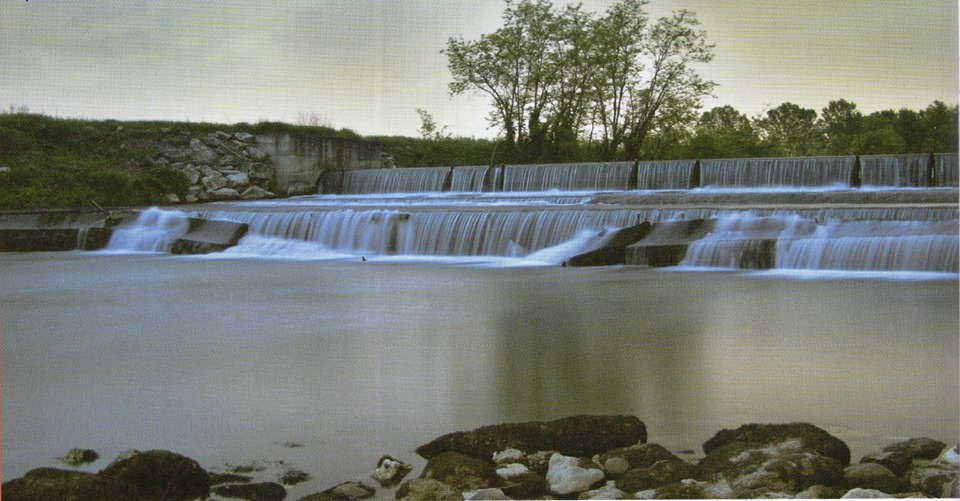
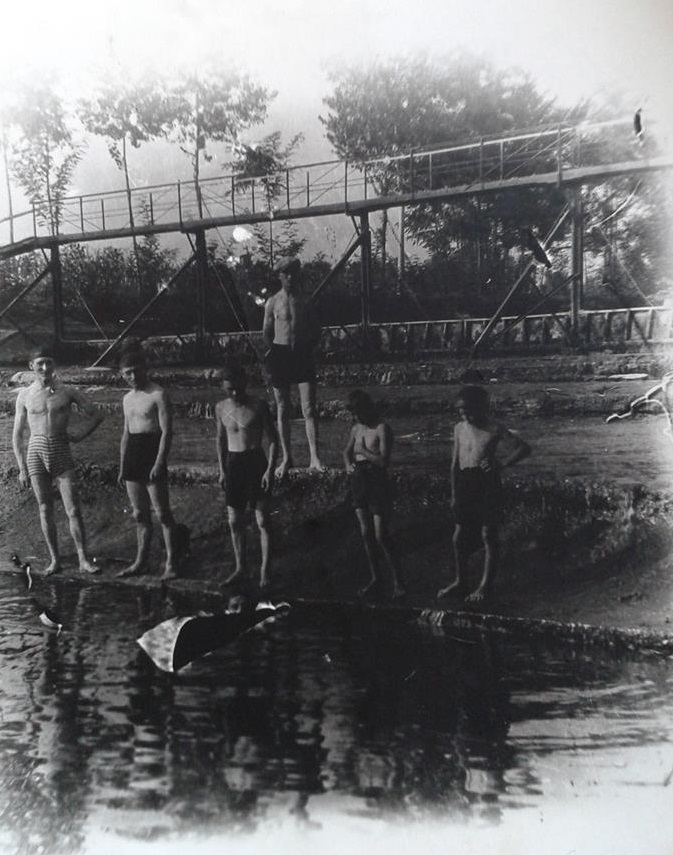